# Hesketh 308E
O  308E  é o modelo da Hesketh das temporadas de 1977 e 1978 da F1. Foi guiado por Rupert Keegan, Derek Daly, Harald Ertl, Hector Rebaque, Ian Ashley, Eddie Cheever e Divina Galica.